# Aquila Walsh
Pour les articles homonymes, voir Walsh.
Aquila Walsh (15 mai 1823-6 mars 1885) est un homme politique canadien de l'Ontario. Il est député fédéral conservateur de la circonscription ontarienne de Norfolk-Nord de 1867 à 1872.

## Biographie
Né à Charlotteville (en) dans le Canada-Ouest, Walsh entame une carrière politique en représentant le comté de Norfolk à l'Assemblée législative de la province du Canada de 1861 à 1867. Réélu dans la nouvelle circonscription de Norfolk-Nord à la Chambre des communes du Canada en 1867, il est défait en 1872 et à nouveau en 1878.
Auparavant, il sert comme préfet de Simcoe de 1857 à 1859 et comme maire de cette ville en 1882. 
En 1882, il est nommé commissaire des terres de la couronne pour le Manitoba. Il meurt à Winnipeg en 1885.
Son fils, William L. Walsh (en), est lieutenant-gouverneur de l'Alberta de 1931 à 1936.